# 초코하임
초코하임은 대한민국의 제과 회사인 크라운제과에서 판매하는 과자이다. 1991년 출시되었다.

## 자매품
- 화이트하임 - 성분은 같으나, 초코맛 크림이 들어있는 초코하임과는 다르게 안에 화이트 초콜릿, 우유 크림이 들어있다.
- 라떼하임 - 성분은 같으나, 안에 커피맛 크림이 들어있다.
- 그린하임 - 성분은 같으나, 안에 녹차맛 크림이 들어있다.
- 아이스하임 - 요거트 맛의 크림이 들어있으며 얼려먹으면 더 맛있게 먹을 수 있다는 마케팅으로 판매되고 있다.

## 역대 광고 모델
- 김세원 (1991년)
- 전도연 (1992년)
- 전도연, 양동근 (1993년)
- 김행자 (1994년)
- 이제니 (1994년 ~ 1995년)
- 이소라 (1996년)
- 명세빈 (1997년)
- 이요원 (1998년)
- 추자현 (2002년)
- 김태희 (2003년)
- 이영은 (2004년)
- 원더걸스 (2007년)
- 유승호 (1대 하임보이) (2009년 ~ 2010년)
- 여진구 (2대 하임보이) (2012년)
- 로이킴 (3대 하임보이) (2013년)
- 안재현 (4대 하임보이) (2014년)
- 차선우 (5대 하임보이), 유아[2] (2015년)